# レナーテ
レナーテ（伊: Renate）は、イタリア共和国ロンバルディア州モンツァ・エ・ブリアンツァ県にある、人口約4,000人の基礎自治体（コムーネ）。

## 地理

### 位置・広がり
モンツァ・エ・ブリアンツァ県北部に位置するコムーネで、県都モンツァから北へ約6km、コモから南東へ約18km、州都ミラノから北北東へ約30kmの距離にある。

#### 隣接コムーネ
隣接するコムーネは以下の通り。括弧内のLCはレッコ県所属を示す。
- ヴェドゥッジョ・コン・コルツァーノ - 北
- カッサーゴ・ブリアンツァ (LC) - 北東
- モンティチェッロ・ブリアンツァ (LC) - 南東
- ベザーナ・イン・ブリアンツァ - 南
- ブリオスコ - 南西

### 気候分類・地震分類
気候分類では、zona E, 2580 GGに分類される。
また、イタリアの地震リスク階級 (it) では、zona 3 (sismicità bassa) に分類される。

## スポーツ

### サッカー
プロサッカークラブであるACレナーテのホームタウンである。ホームスタジアムはメーダ市のスタディオ・チッタ・ディ・メダ。2017-18シーズンはセリエC（3部リーグ）に属している。